# Klášter Hardehausen
Hardehausen (německy Kloster Hardehausen) je bývalé cisterciácké opatství nedaleko Warburgu v zemském okrese Höxter, ve spolkové zemi Severní Porýní-Vestfálsko, v Německu.

## Historie

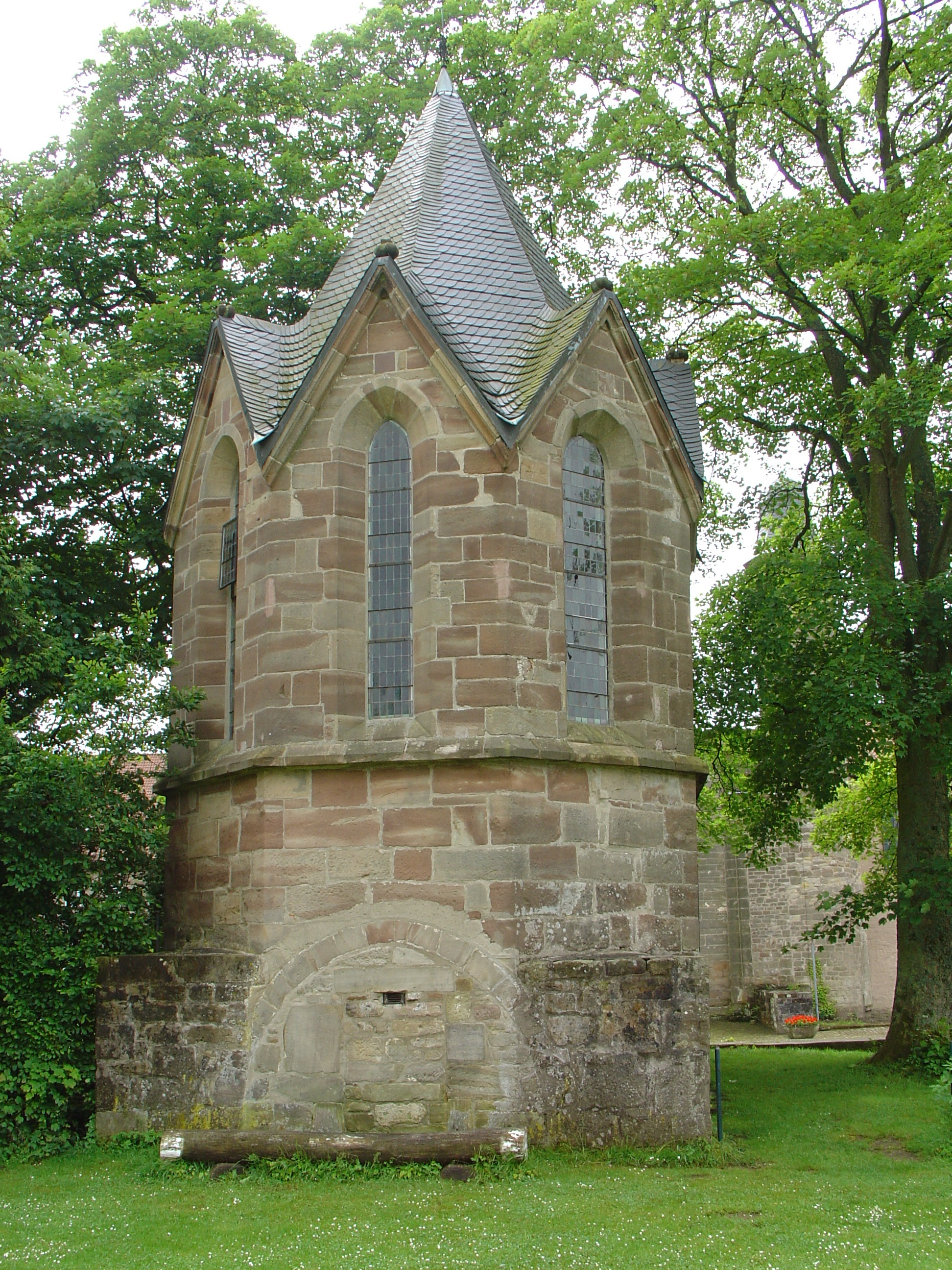
Oktogonální hřbitovní kaple ze 14. století

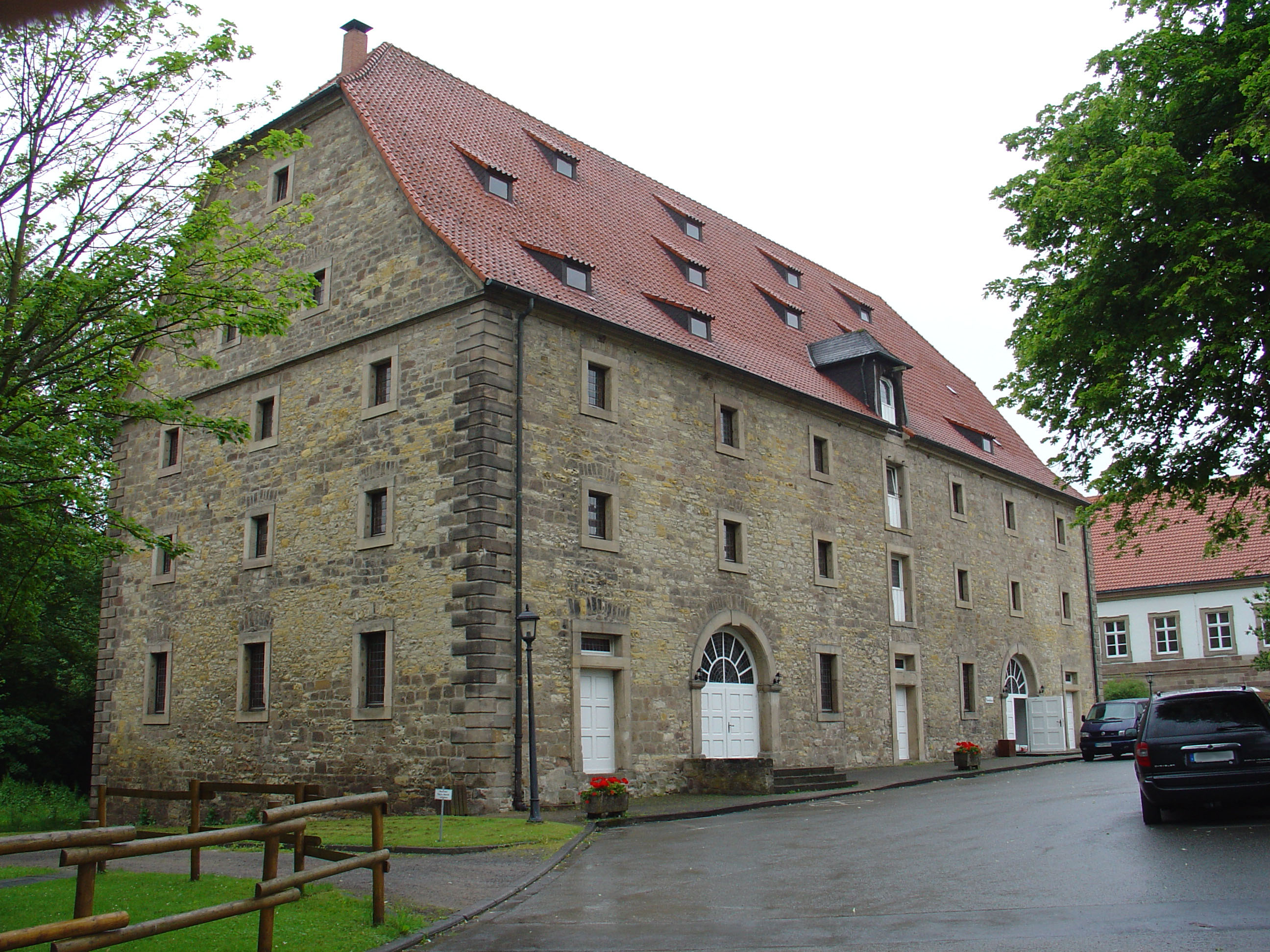
Špýchar

V roce 1009 se Herswithehusen stal majetkem požehnaného Meinwerka, biskupa z Padebornu. Klášter zde byl založen 28. května 1140, jako dceřiný klášter opatství Kamp, padebornským biskupem Bernardem I. Stavba byla dokončena zasvěcením konventního chrámu v roce 1165.
Mezi lety 1185 a 1243 založil Hardehausen tři dceřiné kláštery. V roce 1185 Marienfeld v oblasti Münsteru, 1196 Bredelar poblíž Marsbergu a v roce 1243 Scharnebeck u Lüneburgu. Kromě toho získal Hardehausen v roce 1293 ženský klášter Wilhelmshausen, který následně vyklidil a obnovil jej v roce 1320 s novou řeholní komunitou.
Během třicetileté války bylo opatství vyrabováno a zničeno. Při následné rekonstrukci, která probíhala mezi lety 1680 a 1750, získalo svoji dnešní podobu.
V roce 1803 byl klášter sekularizován a mniši byli vyhnáni. Kostel byl v roce 1812 zbořen a jeho vybavení i vybavení kláštera prodáno nebo vydraženo. Klášterní statky byly pronajaty jako státní majetek.
Cisterciácká komunita byla v Hardehausen na krátko obnovena 1927, ale zanikla na základě rozkazu o rozpuštění vydaným národními socialisty v roce 1938, při té příležitosti byly budovy a pozemky prodány společnosti Henschel z Kasselu od které je získala Verein für katholische Arbeiterkolonien (Unie pro katolické pracovní kolonie). V roce 1944 se do Hardehausen přesunul Nationalpolitische Erziehungsanstalt (Národní institut pro politické vzdělávání) z Bensbergu. K tomuto období se také váže nasazení 30 vězňů z koncentračního tábora Buchenwald na nucené práce v Hardehausen.
Od roku 1945 je bývalý klášter využíván ke vzdělávací činnosti současné arcidiecéze v Padebornu. Je zde umístěno Jugendhaus Hardehausen (od roku 1945) a od roku 1949 také Landvolkshochschule Anton Heinen zajišťující edukaci dospělých z celého okresu. V roce 1970 byly budovy rozšířeny a upraveny, aby mohly lépe plnit své vzdělávací funkce.